# 桝田沙也香
桝田 沙也香（ますだ さやか、1993年4月8日 - ）は、テレビ朝日のアナウンサー。

## 略歴・人物
福岡県出身。身長170 cm。
福岡県立小倉高等学校、慶應義塾大学商学部（岡本大輔ゼミ）卒業。大学時代はハーモニープロモーションに所属し、テレビ出演やファッション雑誌Rayの専属読者モデルをしていたほか、2012年にはミス慶應コンテストに出場しファイナリストまで進んだ。2016年4月、森川夕貴と共に、アナウンサーとしてテレビ朝日へ入社。入社直後から2017年9月までは『ワイド!スクランブル』の気象キャスター、同年10月からは同番組第2部「スクランブル発信」の生中継リポーターを務めている。趣味はバスケットボールとジョギング。資格は経営学検定初級を所持している。インスタグラムに上げるほどのロケ隊リスペクトとしてタモリ倶楽部で紹介され進行役を務める（2022年4月9日放送分）。

## 現在の出演番組
- サタデーステーション
  - スポーツキャスター（2018年4月14日 - ）
  - お天気キャスター（2023年4月8日 - ）
- スーパーJチャンネル
  - フィールドキャスター（2023年4月3日〈火 - 金曜日〉 - ）
  - ニュースキャスター（2024年1月4日〈火 - 金曜日〉 - ）

## 過去の出演番組

### 学生時代
- 激論!どっちマニア（テレビ朝日、2012年10月）
- タビノイロ。〜旅美人への手紙〜（フジテレビ、2014年3月）

### テレビ朝日入社後
報道・情報番組
| 期間          | 期間      | 番組名              | 役職                                                                     | 備考                                                                                              |
| ------------- | --------- | ------------------- | ------------------------------------------------------------------------ | ------------------------------------------------------------------------------------------------- |
| 2016年4月11日 | 2017年9月 | ワイド!スクランブル | お天気キャスター                                                         | 同局入社11日目から出演                                                                            |
| 2017年10月    | 2018年9月 | ワイド!スクランブル | 火 - 木曜日リポーター                                                    |                                                                                                   |
| 2018年10月    | 2019年3月 | スーパーJチャンネル | 火 - 木曜日フィールドキャスター                                          | 番組出演期間は、ワンコーナー『真実の行方』も担当                                                  |
| 2019年4月     | 2020年3月 | スーパーJチャンネル | 火・木曜日フィールドキャスターおよび水曜日ニュースキャスター             | 番組出演期間は、ワンコーナー『真実の行方』も担当                                                  |
| 2020年4月20日 | 2020年9月 | スーパーJチャンネル | 月 - 水曜日ニュースキャスター                                            | 番組出演期間は、ワンコーナー『真実の行方』も担当                                                  |
| 2020年10月    | 2022年3月 | スーパーJチャンネル | 月 - 水曜日フィールドキャスター                                          | 2021年10月から同年12月までは隔週金曜日、2022年1月から月・金曜日のいずれもニュースキャスターを兼務 |
| 2022年4月     | 2022年6月 | スーパーJチャンネル | 月曜日・隔週金曜日ニュースキャスターおよび火・水曜日フィールドキャスター | 月曜日は毎週出演                                                                                  |
| 2022年7月     | 2023年3月 | スーパーJチャンネル | 月 - 水曜日および隔週金曜日フィールドキャスター                          | 月 - 水曜日は毎週出演                                                                             |

バラエティ・中継担当番組・その他
- JAバンクスポーツスペシャル 秩父宮賜杯全日本大学駅伝対校選手権大会中継（毎年11月第1日曜日、2016年・2017年、リポーター）
- News Access（BS朝日、不定期）
- はい!テレビ朝日です (2021年9月19日[6])
- 激レアさんを連れてきた。（2024年3月25日[7]、MC（研究助手））MCの弘中綾香アナウンサーが2023年10月23日の放送をもって産休入りしたため、代役としてこの日に登場[8]。